# حديقة ليمبوبو الكبرى العابرة للحدود
 (Great Limpopo Transfrontier Park)

خريطة أولية لحديقة ليمبوبو الكبرى العابرة للحدود

حديقة ليمبوبو الكبرى العابرة للحدود هي حديقة تبلغ مساحتها 35000 كيلو مترًا مربعًا حديقة السلام التي هي في طور التشكيل. سوف تصل الحديقة بين حديقة ليمبوبو الوطنية (Limpopo National Park) (المعروفة رسميًا باسم كوتادا 16) في موزمبيق (Mozambique)، وحديقة كروجر الوطنية (Kruger National Park) في جنوب أفريقيا (South Africa)، وحديقة جوناريزو الوطنية (Gonarezhou National Park)، ومحمية مانجينيجي بان (Manjinji Pan Sanctuary)، ومنطقة السفاري ماليبيتي (Malipati Safari Area) في زيمبابوي (Zimbabwe)، بالإضافة إلى المنطقة التي تقع بين كروجر (Kruger) وغوناريزو (Gonarezhou)، وأرض السينغوي (Sengwe) الجماعية في زيمبابوي (Zimbabwe)، ومنطقة ماكوليكي (Makuleke) في جنوب إفريقيا (South Africa).

## معلومات تاريخية
تم التوقيع على مذكرة التفاهم لإنشاء حديقة السلام في 10 نوفمبر عام 2000 باسم حديقة غازا كروغر غوناريزو العابرة للحدود (Gaza-Kruger-Gonarezhou Transfrontier Park). وفي أكتوبر 2001 تم تغيير الاسم إلى حديقة ليمبوبو الكبرى العابرة للحدود (Great Limpopo Transfrontier Park). وعند عقد المؤتمر الخامس لحدائق العالم في دوربان (Durban)، في جنوب إفريقيا (South Africa) عام 2003، لم يتم التصديق على المعاهدة في موزمبيق (Mozambique) وزيمبابوي (Zimbabwe).
وقد بدأت الأسوار بين الحدائق تسقط مما سمح للحيوانات أن تسلك طرق هجرتها القديمة التي كانت مغلقة قبل ذلك بسبب الحدود السياسية.
وفي الرابع من أكتوبر عام 2001، تم نقل أول 40 فيلاً (بما في ذلك تربية القطعان) من أصل 1000 من حديقة كروغر الوطنية (Kruger National Park) المكتظة بالسكان إلى حديقة ليمبوبو الوطنية (Limpopo National Park) التي دمرتها الحرب. قد تستغرق عملية النقل عامين ونصف لتكتمل.
بدأت مراقبة حدود غيريوندو (Giriyondo) الجديدة بين جنوب إفريقيا (South Africa) وموزمبيق (Mozambique) في مارس 2004.
هناك خطط جديدة من شأنها زيادة مساحة الحديقة إلى 99,800 كيلو مترًا مربعًا (36,000 ميل مربع).

## ستشمل الحديقة التالي
- حديقة ليمبوبو الكبرى العابرة للحدود (Great Limpopo Transfrontier Park)
  - حديقة كروغر الوطنية (Kruger National Park) حوالي 18,989 كيلو مترًا مربعًا
  - منطقة ماكوليكي (Makuleke region) انظر أيضًا: ماكوليكي (قبيلة)، وماكوليكي حوالي 240 كيلو مترًا مربعًا
  - حديقة ليمبوبو الوطنية (Limpopo National Park) (موزمبيق) حوالي 10000 كيلو مترًا مربعًا
  - حديقة بنهاين الوطنية (Banhine National Park) (موزمبيق) حوالي 7,000 كيلو مترًا مربعًا
  - حديقة زيناف الوطنية (Zinave National Park) (موزمبيق) حوالي 6000 كيلو مترًا مربعًا
  - محمية الفيلة مابوتا (Maputa Elephant Reserve) (موزمبيق) حوالي 700 كيلو مترًا مربعًا
  - حديقة كوناريزو الوطنية (Gonarezhou National Park) (زيمبابوي) حوالي 5053 كيلو مترًا مربعًا
  - محمية مانجينجي بان (زيمبابوي)
  - منطقة السفاري ماليباتي (زيمبابوي)
  - منطقة سينغي المشتركة (زيمبابوي)

## معرض الصور

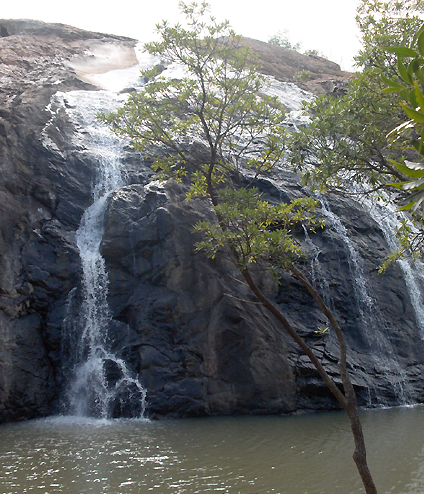
Waterfall in Namaacha
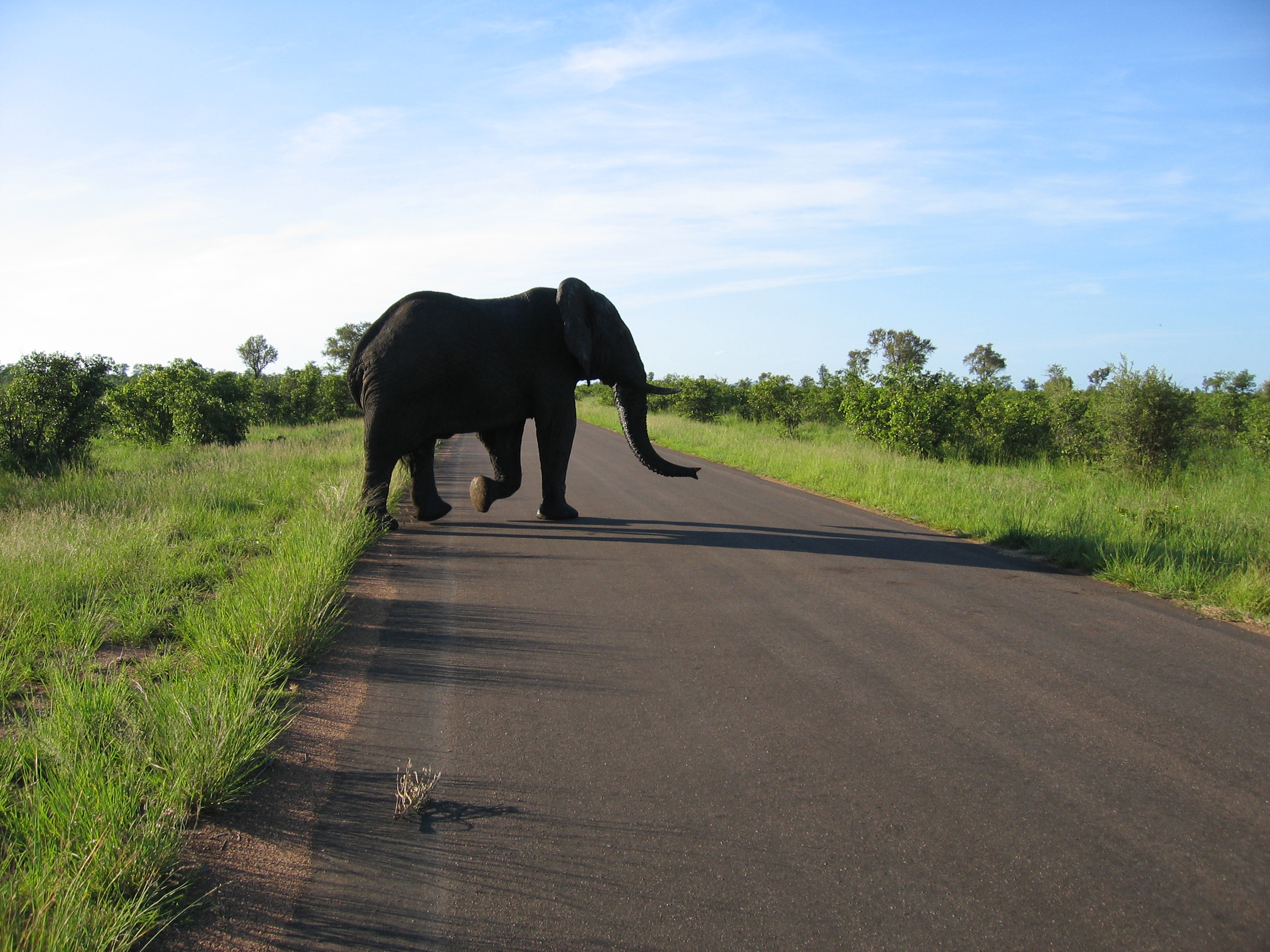
فيل يعبر الطريق في حديقة كروغر الوطنية.
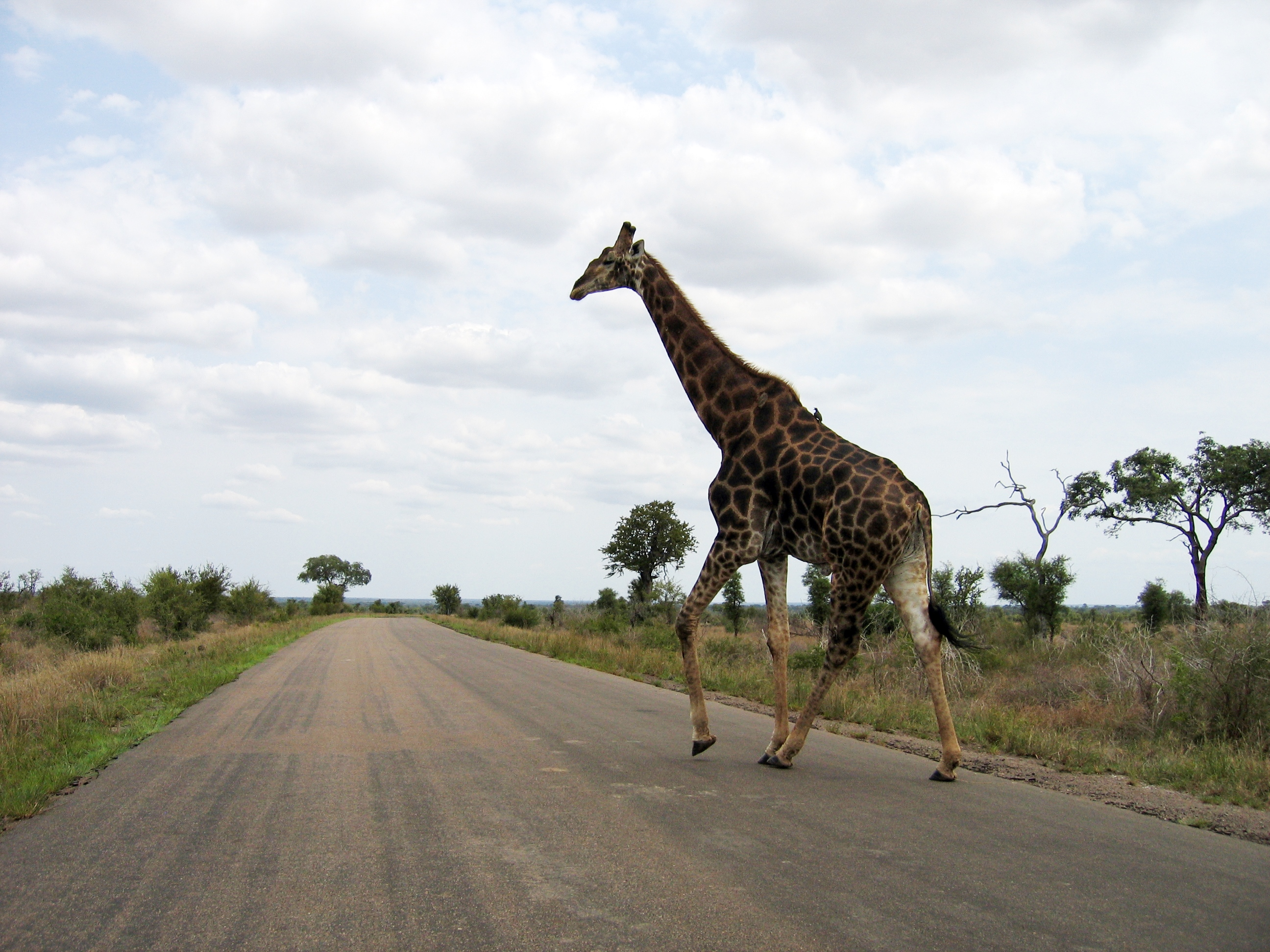
طائر (ينظر بحذر) على ظهر زرافة في حديقة كروغر الوطنية.
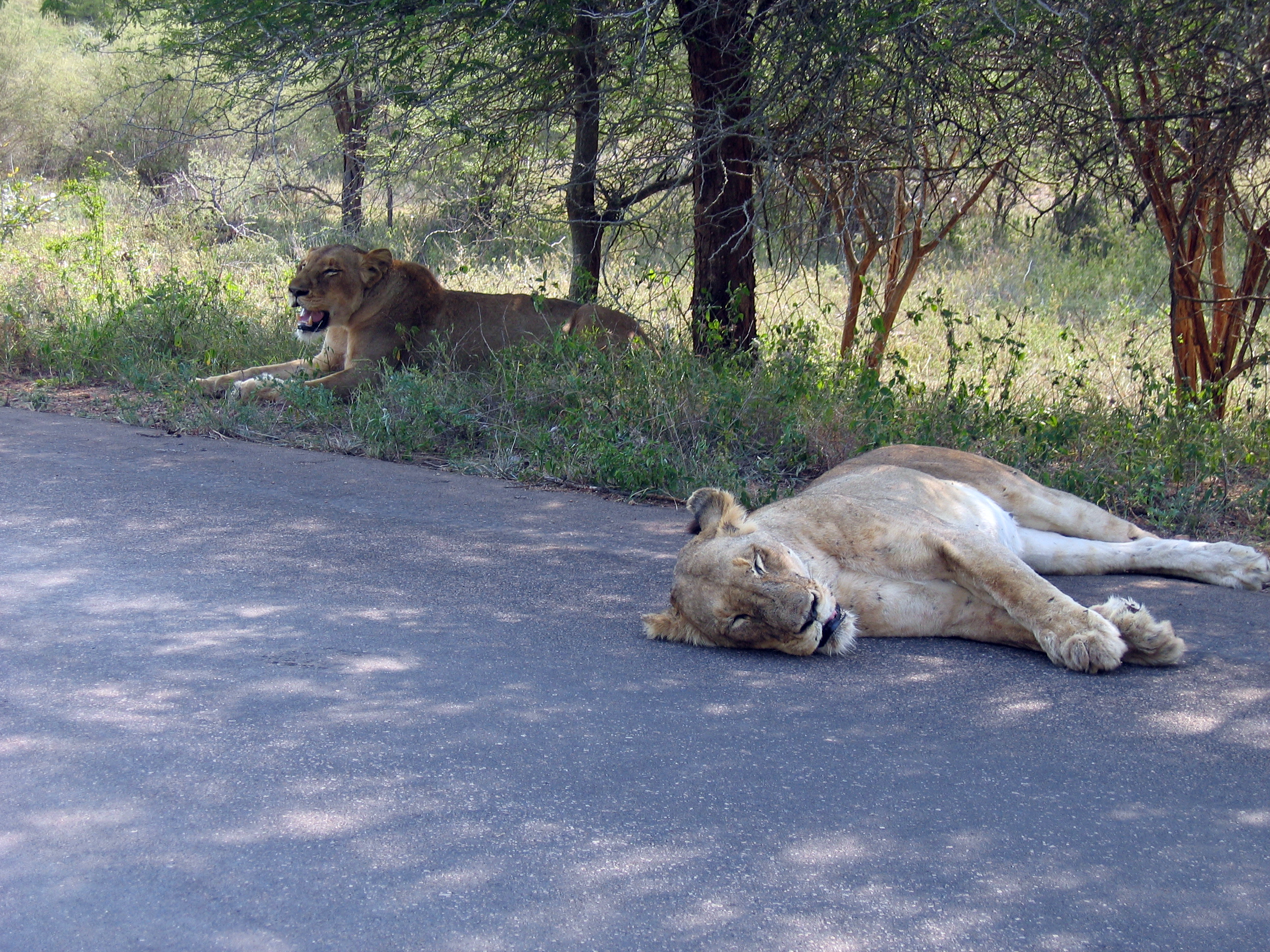
لبؤتان متعبتان تقضيان وقت راحة بعد مطاردة فاشلة في حديقة كروغر الوطنية
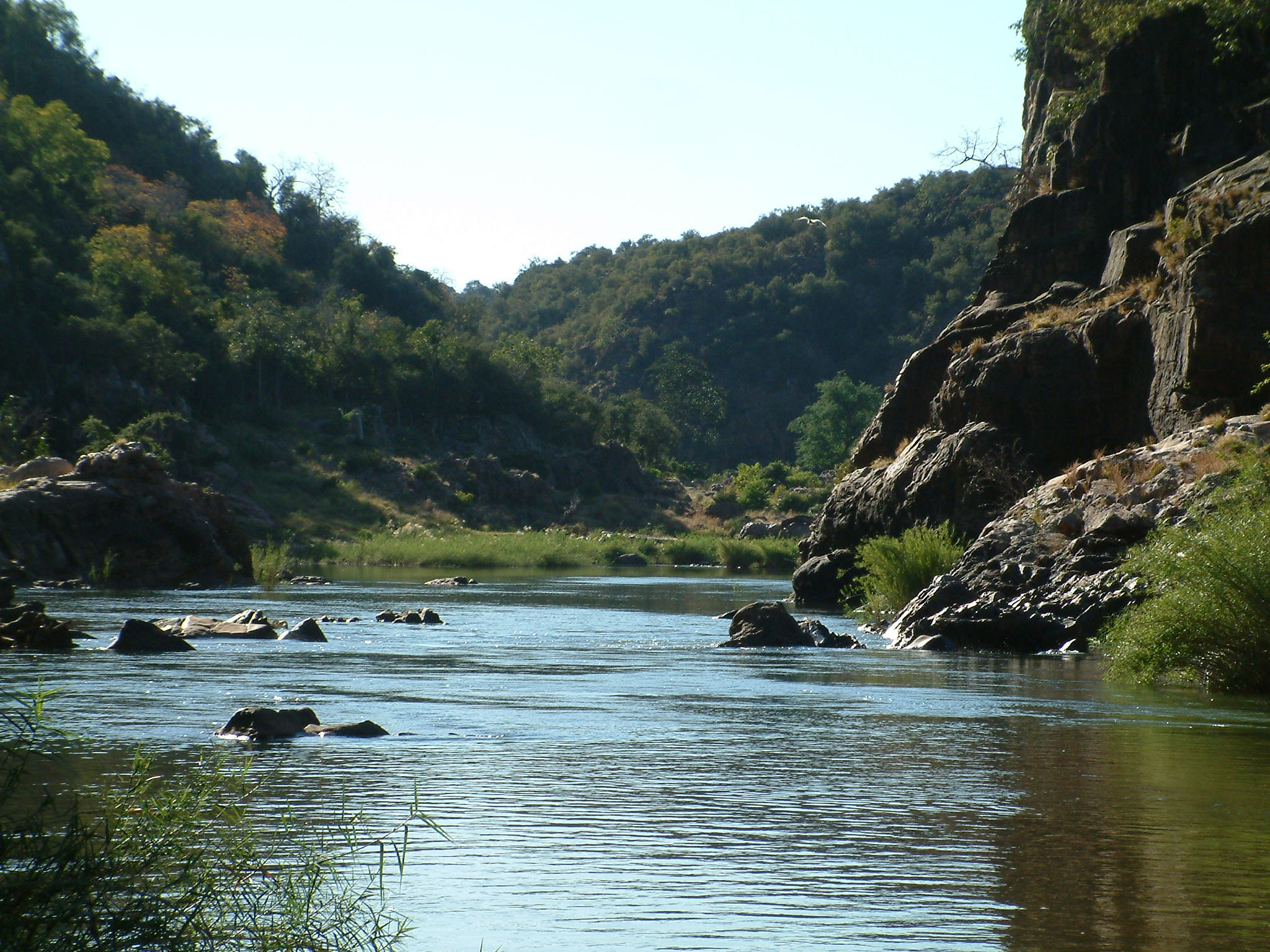
أخدود عميق في نهر لافيفيو في وادي جورج في ماكوليكي

## الحيوانات
تضم هذه الحديقة مجموعة كاملة من الحيونات البرية بما في ذلك الثدييات مثل الفيل الأفريقي، ووحيد القرن الأبيض، والزرافة، والبقر الوحشي، والنمر الأفريقي، والأسد الإفريقي، والفهد، والنمس والضبع المرقط.

## الإقامة
امتيازات خاصة:
معسكر مشانباني البري: (Machampane Wilderness Cam) مخيم خيام فاخرة يسع عشرة أسرة يقع على ضفاف نهر مشانباني (Machampane River) متخصصون في رحلات السفاري مشيًا.
مخيمات الحديقة:
أغويا بوسكويرا (Aguia Pesqueira): مرافق مخيمات وشاليهات بخدمة ذاتية
ألبوفيرا (Albufeira): مرافق مخيمات وشاليهات بخدمة ذاتية

## الأنشطة
- طريق Shingwedzi 4x4 البيئي: طريق 4x4 يتمتع بالاكتفاء الذاتي ويستغرق مدة قدرها خمس ليالٍ وستة أيام. تبدأ الرحلة من موقع بفوري (Pafuri) للتنزه في حديقة كروغر الوطنية (Kruger National Park)، ثم الدخول إلى موزمبيق (Mozambique) عند حدود بفوري، واجتياز حديقة ليمبوبو الوطنية (Parque Nacional do Limpopo)، والجزء الموزمبيقي من حديقة ليمبوبو الكبرى العابرة للحدود (Great Limpopo Transfrontier Park) ثم التخييم على ضفاف النهر.
- رحلة التجديف في نهر الفيلة (Rio Elefantes Canoeing Trail): ثلاثة أيام تجديف في نهر الفيلة من التقائه مع شنغويدزي (Shingwedz) إلى التقائه مع حديقة ليمبوبو. المخيم البري على جانب النهر في مخيم الشجيرات الريفي. بصحبة مرشدين، ومجهزة بالكامل.
- رحلة بالارنغالا البرية: قضاء ثلاث ليالٍ من التخييم في الخارج في مخيم الشجيرات مع قضاء عدة أيام في اكتشاف المنطقة البرية النقية المزودة بأنشطة الصيد من حديقة كروغر الوطنية المتاخمة. بصحبة مرشدين ومجهزة بالكامل.
- رحلة المشي لمسافات طويلة في ليمبوبو: رحلة تستغرق ثلاث ليالٍ وأربعة أيام للمشي عبر المناطق البرية النقية مع الطيور ومشاهدات الصيد. مجهزة بالكامل مع الإقامة لمدة يوم وليلة بمخيمات الشجيرات الريفية. بصحبة مرشدين، ومجهزة بالكامل.
- رحلة ممر الفيلة للسفر بحقائب الظهر والصيد (Elefantes Gorge Backpacking and Fishing Trail): قضاء ثلاث ليال وأربعة أيام بالأمتعة الذاتية الكاملة بصحبة مرشدين لعبور هضبة ليبومبوز (Lebombos)، والتخييم البري وصيد النمور من شواطئ سد ماسينجي (Massingir Dam)، أرض خصبة مهمة لتمساح النيل (Nile Crocodile).[1]

## وصلات خارجية
- Great Limpopo Park
- Peace Parks Foundation
- SANParks Official Site
- Great Limpopo

‌